# Eduardo Guardia
Eduardo Refinetti Guardia (São Paulo, 19 de enero de 1966-ibídem, 11 de abril de 2022) fue un economista brasileño, que se desempeñó como ministro de hacienda de Brasil, en 2018, durante la presidencia de Michel Temer; Secretario del Tesoro Nacional de Brasil, en el inicio de la década de 2000. Además de la carrera política, entre 2010 y 2016, dirigió la BM&FBovespa (actual B3) y, desde febrero de 2019 era socio y presidente ejecutivo de la gestora de inversiones BTG Pactual Asset Management.

## Biografía
Obtuvo un doctorado en economía en el Instituto de Investigación Económica de Economía, Administración y Contabilidad de la Universidad de São Paulo. Comenzó su carrera como profesor trabajando en el departamento de economía de la facultad de economía, administración, contabilidad y ciencias actuariales de la Universidad Católica de San Pablo.
Entre los años 1990 y 2000 fue secretario de hacienda del gobierno del Estado de São Paulo. También actuó como jefe de la asesoría económica del secretario adjunto de la secretaría de hacienda, asesor del secretario de planificación e investigador del área fiscal del Instituto de Economía del Sector Público de la Fundación para el Desarrollo Administrativo de São Paulo.
A principios de 2002, durante la presidencia de Fernando Henrique Cardoso, fue nombrado secretario adjunto del Tesoro Nacional, y en mayo de ese año fue nombrado secretario del mismo órgano. Paralelamente también actuó como secretario adjunto de Política Económica del Ministerio de Hacienda, secretario adjunto de la Secretaría de Política Económica y asesor del Ministro de Planificación.
Fue director ejecutivo de productos de BM & FBovespa (Bolsa de Valores de São Paulo). Entre 2010 y 2013 fue director ejecutivo y financiero en dicha institución. En junio de 2016, el entonces ministro de hacienda, Henrique Meirelles, lo nombró como secretario ejecutivo del ministerio, en sustitución de Tarcisio Gordoy.
En abril de 2018, con la salida de Meirelles del cargo de ministro de hacienda, Guardia fue nombrado su sustituto. En el antiguo puesto de Guardia asumió Ana Paula Vescovi, que anteriormente había sido secretaria del Tesoro Nacional.
En febrero de 2019, la firma brasileña BTG Pactual anunció que él se iba a unir a la compañía como socio y CEO de BTG Pactual Asset Management. Durante la pandemia de COVID-19, Guardia impulsó el aumento del equipo del banco y trabajó en nuevas iniciativas, ya que el avance del mundo digital se tornó más relevante; una de sus propuestas fue la adquisición de nuevas participaciones minoritarias en gestoras de recursos en Brasil.
Defensor del Techo de Gastos en Brasil, fue uno de los economistas que firmaron el Manifiesto por el cumplimiento de la regla del techo, en 2020, creyendo que eso es lo que permite un ajuste gradual de las cuentas públicas y asegura las ganancias macroeconómicas. De acuerdo con el economista, "El techo es un ancla para la política económica y fiscal, incluso para poder sancionar un nivel de interés bajo en el país".
Falleció el 11 de abril de 2022 a los 56 años.